# Chặng đua MotoGP Valencia 2022
Chặng đua MotoGP Valencia 2022 là chặng đua thứ 20, cũng là chặng đua cuối cùng của mùa giải đua xe MotoGP 2022. Chặng đua diễn ra từ ngày 04/11/2022 đến ngày 06/11/2022 ở trường đua Ricardo Tormo, Tây Ban Nha. Tay đua giành chiến thắng thể thức MotoGP là Alex Rins của đội đua Suzuki.
Francesco Bagnaia chính thức đoạt chức vô địch mùa giải đua xe MotoGP 2022 sau khi về đích ở vị trí thứ 9.

## Kết quả phân hạng thể thức MotoGP
| Fastest session lap |

| Stt                | Số xe | Tay đua               | Xe      | Kết quả      | Kết quả  | Xuất phát | Hàng xuất phát |
| Stt                | Số xe | Tay đua               | Xe      | Q1           | Q2       | Xuất phát | Hàng xuất phát |
| ------------------ | ----- | --------------------- | ------- | ------------ | -------- | --------- | -------------- |
| 1                  | 89    | Jorge Martín          | Ducati  | Vào thẳng Q2 | 1:29.621 | 1         | 1              |
| 2                  | 93    | Marc Márquez          | Honda   | Vào thẳng Q2 | 1:29.826 | 2         | 1              |
| 3                  | 43    | Jack Miller           | Ducati  | Vào thẳng Q2 | 1:29.834 | 3         | 1              |
| 4                  | 20    | Fabio Quartararo      | Yamaha  | Vào thẳng Q2 | 1:29.900 | 4         | 2              |
| 5                  | 42    | Álex Rins             | Suzuki  | 1:30.126     | 1:29.940 | 5         | 2              |
| 6                  | 12    | Maverick Viñales      | Aprilia | 1:30.090     | 1:29.955 | 6         | 2              |
| 7                  | 33    | Brad Binder           | KTM     | Vào thẳng Q2 | 1:30.039 | 7         | 3              |
| 8                  | 63    | Francesco Bagnaia     | Ducati  | Vào thẳng Q2 | 1:30.049 | 8         | 3              |
| 9                  | 5     | Johann Zarco          | Ducati  | Vào thẳng Q2 | 1:30.102 | 9         | 3              |
| 10                 | 41    | Aleix Espargaró       | Aprilia | Vào thẳng Q2 | 1:30.102 | 10        | 4              |
| 11                 | 10    | Luca Marini           | Ducati  | Vào thẳng Q2 | 1:30.143 | 11        | 4              |
| 12                 | 36    | Joan Mir              | Suzuki  | Vào thẳng Q2 | 1:30.241 | 12        | 4              |
| 13                 | 23    | Enea Bastianini       | Ducati  | 1:30.193     | N/A      | 13        | 5              |
| 14                 | 88    | Miguel Oliveira       | KTM     | 1:30.236     | N/A      | 14        | 5              |
| 15                 | 73    | Álex Márquez          | Honda   | 1:30.453     | N/A      | 15        | 5              |
| 16                 | 21    | Franco Morbidelli     | Yamaha  | 1:30.504     | N/A      | 16        | 6              |
| 17                 | 35    | Cal Crutchlow         | Yamaha  | 1:30.548     | N/A      | 17        | 6              |
| 18                 | 72    | Marco Bezzecchi       | Ducati  | 1:30.588     | N/A      | 18        | 6              |
| 19                 | 49    | Fabio Di Giannantonio | Ducati  | 1:30.695     | N/A      | 19        | 7              |
| 20                 | 87    | Remy Gardner          | KTM     | 1:30.804     | N/A      | 20        | 7              |
| 21                 | 30    | Takaaki Nakagami      | Honda   | 1:30.830     | N/A      | 21        | 7              |
| 22                 | 25    | Pol Espargaró         | Honda   | 1:30.936     | N/A      | 22        | 8              |
| 23                 | 25    | Raúl Fernández        | KTM     | 1:31.676     | N/A      | 23        | 8              |
| 24                 | 40    | Darryn Binder         | Yamaha  | 1:31.989     | N/A      | 24        | 8              |
| Kết quả chính thức |       |                       |         |              |          |           |                |

## Kết quả đua chính thể thức MotoGP
| Stt                                                | Số xe | Tay đua               | Đội đua                      | Xe      | Lap | Kết quả             | Xuất phát | Điểm |
| -------------------------------------------------- | ----- | --------------------- | ---------------------------- | ------- | --- | ------------------- | --------- | ---- |
| 1                                                  | 42    | Álex Rins             | Team Suzuki Ecstar           | Suzuki  | 27  | 41:22.250           | 5         | 25   |
| 2                                                  | 33    | Brad Binder           | Red Bull KTM Factory Racing  | KTM     | 27  | +0.396              | 7         | 20   |
| 3                                                  | 89    | Jorge Martín          | Prima Pramac Racing          | Ducati  | 27  | +1.059              | 1         | 16   |
| 4                                                  | 20    | Fabio Quartararo      | Monster Energy Yamaha MotoGP | Yamaha  | 27  | +1.911              | 4         | 13   |
| 5                                                  | 88    | Miguel Oliveira       | Red Bull KTM Factory Racing  | KTM     | 27  | +7.122              | 14        | 11   |
| 6                                                  | 36    | Joan Mir              | Team Suzuki Ecstar           | Suzuki  | 27  | +7.735              | 12        | 10   |
| 7                                                  | 10    | Luca Marini           | Mooney VR46 Racing Team      | Ducati  | 27  | +8.524              | 11        | 9    |
| 8                                                  | 23    | Enea Bastianini       | Gresini Racing MotoGP        | Ducati  | 27  | +12.038             | 13        | 8    |
| 9                                                  | 63    | Francesco Bagnaia     | Ducati Lenovo Team           | Ducati  | 27  | +14.441             | 8         | 7    |
| 10                                                 | 21    | Franco Morbidelli     | Monster Energy Yamaha MotoGP | Yamaha  | 27  | +14.676             | 16        | 6    |
| 11                                                 | 72    | Marco Bezzecchi       | Mooney VR46 Racing Team      | Ducati  | 27  | +17.655             | 18        | 5    |
| 12                                                 | 25    | Raúl Fernández        | Tech3 KTM Factory Racing     | KTM     | 27  | +24.870             | 23        | 4    |
| 13                                                 | 87    | Remy Gardner          | Tech3 KTM Factory Racing     | KTM     | 27  | +26.546             | 20        | 3    |
| 14                                                 | 30    | Takaaki Nakagami      | LCR Honda Idemitsu           | Honda   | 27  | +26.610             | 21        | 2    |
| 15                                                 | 49    | Fabio Di Giannantonio | Gresini Racing MotoGP        | Ducati  | 27  | +31.819             | 19        | 1    |
| 16                                                 | 35    | Cal Crutchlow         | WithU Yamaha RNF MotoGP Team | Yamaha  | 27  | +1:28.870           | 17        |      |
| 17                                                 | 73    | Álex Márquez          | LCR Honda Castrol            | Honda   | 26  | +1 lap              | 15        |      |
| Ret                                                | 43    | Jack Miller           | Ducati Lenovo Team           | Ducati  | 22  | Tai nạn             | 3         |      |
| Ret                                                | 5     | Johann Zarco          | Prima Pramac Racing          | Ducati  | 15  | Tai nạn             | 9         |      |
| Ret                                                | 12    | Maverick Viñales      | Aprilia Racing               | Aprilia | 15  | Hư thiết bị điện tử | 6         |      |
| Ret                                                | 93    | Marc Márquez          | Repsol Honda Team            | Honda   | 9   | Tai nạn             | 2         |      |
| Ret                                                | 44    | Pol Espargaró         | Repsol Honda Team            | Honda   | 4   | Tai nạn             | 22        |      |
| Ret                                                | 40    | Darryn Binder         | WithU Yamaha RNF MotoGP Team | Yamaha  | 4   | Tai nạn             | 24        |      |
| Ret                                                | 41    | Aleix Espargaró       | Aprilia Racing               | Aprilia | 3   | Hư động cơ          | 10        |      |
| Fastest lap: Brad Binder (KTM) – 1:31.192 (lap 13) |       |                       |                              |         |     |                     |           |      |
| Kết quả chính thức                                 |       |                       |                              |         |     |                     |           |      |

## Bảng xếp hạng chung cuộc
|   | Stt | Tay đua           | Điểm |
| - | --- | ----------------- | ---- |
|   | 1   | Francesco Bagnaia | 265  |
|   | 2   | Fabio Quartararo  | 248  |
| 1 | 3   | Enea Bastianini   | 219  |
| 1 | 4   | Aleix Espargaró   | 212  |
|   | 5   | Jack Miller       | 189  |

|   | Stt | Xưởng đua | Điểm |
| - | --- | --------- | ---- |
|   | 1   | Ducati    | 448  |
| 1 | 2   | Yamaha    | 256  |
| 1 | 3   | Aprilia   | 248  |
|   | 4   | KTM       | 240  |
|   | 5   | Suzuki    | 199  |

|   | Stt | Đội đua                      | Điểm |
| - | --- | ---------------------------- | ---- |
|   | 1   | Ducati Lenovo Team           | 454  |
| 1 | 2   | Red Bull KTM Factory Racing  | 337  |
| 1 | 3   | Aprilia Racing               | 334  |
|   | 4   | Prima Pramac Racing          | 318  |
|   | 5   | Monster Energy Yamaha MotoGP | 290  |